# ایستگاه راه‌آهن بروندزبوری
ایستگاه راه‌آهن بروندزبوری (انگلیسی: Brondesbury railway station) یک ایستگاه راه‌آهن در لندن، انگلستان است که جزئی از خط شمال متروی زمینی لندن است.
این ایستگاه که در ناحیه کیلبورن قرار دارد در سال ۱۸۶۰ میلادی تأسیس شده‌است.